# Mariage à la façon du pays
Mariage à la façon du pays ou « selon la coutume du pays » fait référence à la pratique du mariage en common law entre les commerçants de fourrures européens et autochtones ou femmes métisses dans le commerce de la fourrure d'Amérique du Nord (en) :4. Les rituels qui les entourent étaient fondés sur un mélange de coutumes européennes et autochtones, bien que ces dernières dominent. L'historienne canadienne Sylvia Van Kirk les place à « la base de la société du commerce de la fourrure ». 
Alors que la présence de femmes dans les comptoirs (c'est-à-dire les postes de vente) de l'actuel Canada avait été interdite par la Compagnie de la Baie d'Hudson dès 1683, les mariages mixtes étaient monnaie courante dès le début du commerce de la fourrure et, en 1739, la Compagnie annula l'interdiction. Cette pratique était à la fois une institution sociale et politique, assurant la sécurité des relations commerciales entre les Européens et les Autochtones, tout comme les mariages entre tribus étaient un instrument politique chez les autochtones. Ces mariages étaient conclus dans l’espoir que le commerce entre les personnes de l'entourage de la femme et du commerçant serait sécurisé et que l’aide serait mutuellement fournie en cas de besoin. La famille de la femme espérait également que la générosité du commerçant augmenterait après le mariage. Les mariages entre ces deux groupes ont pour conséquence la naissance de personnes métisses et leur groupe est considéré comme le produit du commerce de la fourrure :73. 

## Le commerce des fourrures
Le commerce de la fourrure d'Amérique du Nord (en) commence au XVIIe siècle, lorsque les Européens et les Autochtones se réunissent au fleuve Saint-Laurent pour échanger des marchandises :24. Les Européens étaient principalement intéressés par l'achat de fourrures pour le marché des fourrures de luxe et des feutres en Europe. Les fourrures de castor destinées à la chapellerie étaient particulièrement recherchées. Les peuples autochtones connaissaient les meilleurs endroits et les meilleures méthodes pour piéger les animaux et sont donc devenus des fournisseurs précieux pour les Européens. Comme les commerçants européens ne connaissaient pas le paysage et le climat canadiens, ils avaient également besoin de l'aide des autochtones pour survivre. D’un autre côté, les peuples autochtones s’intéressaient aux produits européens auxquels ils n’avaient pas accès auparavant, tels que les casseroles et les ustensiles en métal :46. À mesure que les échanges se poursuivent, les Ojibwas commencent à jouer un rôle d'intermédiaire auprès des commerçants, acheminant des marchandises vers l'intérieur de l'Ouest pour commercer avec les Cris et les Assiniboines, rapportant des fourrures aux Européens :24. À mesure que le commerce progresse, jusqu'au XVIIIe siècle, les Cris et les Assiniboines commencent à devenir eux-mêmes des intermédiaires, augmentant ainsi leur participation à ce commerce :25. Comme de plus en plus d'Autochtones se lancent dans le commerce, il devient évident que les relations personnelles prennent de l'importance pour le commerce. La promotion des relations affectives est un moyen précieux de sécuriser l’accès au commerce et la loyauté entre des groupes autochtones particuliers et des commerçants européens. Certains historiens pensent même que c'est ce qui a permis le succès du commerce de la fourrure. Brenda Macdougall notamment, écrit que les peuples autochtones ont refusé de commercer uniquement pour des raisons économiques, soulignant à quel point les relations personnelles étaient essentielles au succès du commerce de la fourrure :10. 

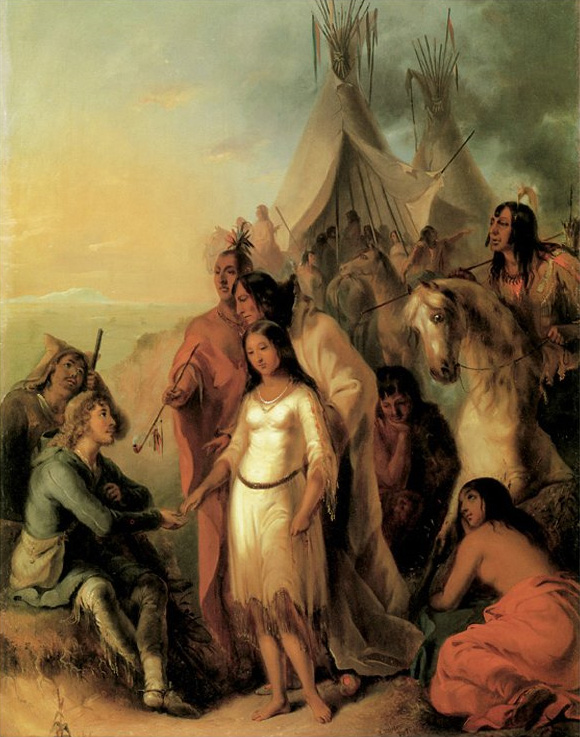
La promise du trappeur - Alfred Jacob Miller, 1845

### Les femmes autochtones dans le commerce de la fourrure
Les femmes autochtones commencent également à tisser des liens importants avec les commerçantes à la même époque que les hommes. Le travail des femmes produit une variété de produits qui devient très importants pour les commerçants. Ces marchandises comprenaient du riz sauvage, du sucre d'érable et des nattes tissées :119. La production alimentaire des femmes devient de plus en plus importante pour les commerçantes lorsque les lieux de commerce se déplacent dans les villages indigènes. Par exemple, les commerçants dépendaient de la nourriture fournie par les femmes autochtones pour survivre :120. Les commerçants vivant dans les villages ojibwa consomment une grande quantité de riz pendant leurs séjours :125. De plus, les femmes ont pu participer au commerce des produits fabriqués ensemble par les hommes et les femmes autochtones. Les femmes ojibwées contribuent à la fabrication de canoës utilisés pour la pratique du métier de trappeur :125. Le commerce des canoës permettait aux femmes autochtones de se procurer une vaste gamme de produits :125. Comme de nombreuses femmes autochtones étaient également chargées de la transformation des fourrures rapportées par les hommes, cela leur donnait une grande autorité dans le commerce du produit final. En raison de cette division du travail, le commerce de la fourrure comprenait de multiples relations imbriquées entre hommes autochtones, femmes autochtones et commerçants européens masculins. De plus, ces relations éclairent le fait que depuis le début du commerce de la fourrure, les femmes autochtones disposaient de certaines formes d’encapacitation et de contrôle. 
Les relations diverses entre peuples autochtones et commerçants montrent à quel point le commerce est devenu interdépendant. Les Européens et les Autochtones deviennent dépendants les uns des autres afin de soutenir le commerce de la fourrure et leur mode de vie :30. De nombreux chercheurs se sont demandé si ces relations d'interdépendance étaient ou non positives pour toutes les personnes concernées. Mary C. Wright estime par exemple que, si les femmes autochtones ont largement contribué au succès du commerce de la fourrure, leurs relations informelles avec des hommes européens sont finalement restées méconnues et qu’elles ne leur ont donc pas laissé plus de pouvoir :526. En revanche, Sylvia Van Kirk estime que même si les avantages que les femmes autochtones ont obtenus étaient discutables, elles ont finalement pu obtenir certains avantages par le mariage :43. Même si les historiens s'interrogent sur leurs relations de pouvoir dans le commerce de la fourrure, il est finalement apparu que les femmes autochtones participaient activement à la société du commerce de la fourrure.

## Origine et but
Le but d'un mariage à la façon du pays était, du point de vue européen, de donner au mari européen un avantage sur son concurrent dans le commerce de la fourrure. Alors que les femmes autochtones remplissaient les rôles conjugaux traditionnels en tant que partenaires sexuelles et possédaient des compétences précieuses telles en cuisine, couture, fabrication de mocassins et de raquettes, leur attrait principal était la promesse de la prospérité économique. Ceci arrivait lorsqu'une femme autochtone jouait le rôle d'intermédiaire culturel entre son peuple et les commerçants de fourrure européens. Ces mariages n’ont pas été utilisés pour assimiler les femmes autochtones à la culture européenne, mais ont plutôt contribué à créer un terrain d’entente culturel propice à l’échange de biens pacifique. Les femmes autochtones ont souvent servi d'interprètes pour les commerçants et les trappeurs, ainsi que pour la négociation des contrats. Grâce à son inclusion dans la communauté natale de son épouse, le mari européen avait la garantie d'un accès stable et facile aux fourrures. 
Les mariages ont été conclus en utilisant les traditions du groupe dont la femme est originaire. Les mariages étaient beaucoup moins formels qu'en Europe et étaient souvent consacrés par la famille de la mariée, sur la base d'un échange monnayé pour obtenir la mariée. Contrairement aux mariages européens célébrés par des membres du clergé, ces unions n'étaient pas considérées comme permanentes. Il était entendu que les deux parties pouvaient quitter le mariage si elles n'étaient pas satisfaites ou n'étaient plus intéressées par l'union. Certains des hommes impliqués avaient des épouses dans leur pays d'origine et quitteraient plus tard leurs épouses nord-américaines. Dans les communautés autochtones, l’échange de femmes était une pratique courante chez les alliés et les dirigeants autochtones s’attendaient à ce que leurs offres de femmes autochtones soient rendues par les commerçants européens sous forme d’un accès aux postes de vente et de provisions :32. Bruce M. White a également souligné l'importance que les autochtones accordent aux cadeaux et au respect, et à la réciprocité de ces cadeaux et de ce respect, afin que le commerce de la fourrure se déroule sans heurts :111. 
Pour une femme autochtone, s'engager dans un mariage à la façon du pays pouvait être tout aussi bénéfique pour elle que pour son mari. Selon Susan Sleeper-Smith, l'établissement de ces relations était un processus d'adaptation culturelle et économique engendré par nécessité. En outre, Sleeper-Smith affirme que le fait d'être mariée à un commerçant européen de fourrures accroissait l'autorité de son épouse autochtone ainsi que l'importance de l'ensemble de sa communauté. Les femmes autochtones ont pu créer des réseaux par la parenté et la religion (en particulier le catholicisme), facilitant ainsi les échanges et « permettant à ces femmes de négocier elles-mêmes des positions importantes et puissantes » :423–424. En fait, certaines femmes ont obtenu suffisamment de pouvoir pour faire face à d'autres commerçants qui s'opposaient à leur contrôle des pratiques commerciales. Certaines, comme Magdelaine La Framboise et sa sœur Thérèse Marcot Lasalier Schindler, sont devenues si puissantes qu'elles ont pu se constituer en commerçantes indépendantes de la fourrure :426.

## Déclin
Les mariages entre commerçants de fourrures et femmes autochtones ont diminué après le tournant du XIXe siècle, lorsque les mariages mixtes sont devenus moins avantageux politiquement et économiquement des deux côtés. Les alliances fondées sur le mariage sont devenues moins importantes pour les relations commerciales à mesure que le commerce se stabilisait. Un afflux de femmes européennes et métisses au Canada et dans l'Ouest a donné aux commerçants européens plus d'options en matière de mariage et de relations affectives. Les épouses métisses et européennes étaient considérées comme des partenaires plus appropriés en raison des préjugés croissants contre les autochtones et d'autres raisons sociales et culturelles. Amener davantage de femmes autochtones dans les forts et les usines représentait également un fardeau financier supplémentaire aux sociétés commerciales :133. L’augmentation du nombre de commerçants et de colons européens en Occident a également rapproché les coutumes du mariage de celles d’Europe :11. La présence croissante des missionnaires amène aussi une condamnation morale du mariage selon les « règles indiennes ». 
Une exposition prolongée aux hommes européens et aux colons en général a également provoqué une animosité parmi les femmes autochtones et leurs communautés, ce qui a découragé les femmes de former des partenariats. Van Kirk a également fait valoir que les conditions pour les femmes autochtones vivant avec des hommes européens se sont détériorées au fil du temps :37. Les femmes étaient souvent plus exposées à la maladie et le fardeau d'avoir plus d'enfants à intervalles plus rapprochés pesait lourdement sur leur santé. Les différences culturelles, notamment en ce qui concerne le contrôle de l'éducation de l'enfant, ont également provoqué de l'animosité et découragé les mariages mixtes. Certains groupes autochtones empêchaient les commerçants de se marier avec leurs femmes ou interdisent totalement les relations avec des commerçants européens :42. La North West Company finit par interdire la pratique des mariages mixtes pour les employés en 1806, bien que le mariage avec des femmes métisses soit autorisé :69. Bien qu'ils aient continué tout au long du XIXe siècle, les mariages à la façon du pays diminuent considérablement au cours des décennies suivantes.

## Héritage
Les Métis sont issus de ces relations initiales entre femmes autochtones et hommes français qui s'étaient installés dans l'Ouest. Les communautés métisses qui se sont développées dans des régions telles que la rivière Rouge et les Grands Lacs sont fondées sur les liens tissés entre les femmes autochtones et les hommes français, qui ont créé des comptoirs de vente des fourrures et des usines dans l'Ouest :432. Les communautés métisses se distinguaient par l'intensité de leurs liens avec les réseaux sociaux et économiques catholiques français et par la vie autochtone que ces femmes avaient déjà l'habitude de vivre :432. Les femmes autochtones qui sont devenues mères provenaient principalement des tribus crie et ojibwée :73 Les communautés métisses sont devenues l'un des liens les plus importants entre les peuples autochtones et les Européens. Macdougall a expliqué que les Métis n’étaient pas seulement influents sur le commerce des fourrures, mais qu’ils constituaient l’un des facteurs déterminants dans la façon dont ce commerce a été organisé :13. 
Le mariage des Métis, en particulier des jeunes hommes métis, devient assez difficile en raison de leurs liens étroits avec les traditions autochtones et les coutumes françaises, de sorte qu'un certain nombre de mariages sont potentiellement considérés comme illégitimes :48–49. Les familles métisses ont commencé à se marier entre métisses, en particulier ceux situés autour des Grands Lacs, qui faisaient partie de communautés du commerce de la fourrure :441. Ces mariages mixtes ont engendré une culture extrêmement spécifique des Métis dans les Grands Lacs et dans l'Ouest canadien :441. Contrairement à beaucoup de groupes minoritaires, le peuple métis a produit un effort conscient pour être non conformiste :72. Ce fait ainsi que leur identité spécifique a provoqué nombre de conflits entre les Métis, les colons européens et le gouvernement canadien tout au long du XIXe siècle, tels que la rébellion de la rivière Rouge. Le gouvernement d'Alberta a distingué officiellement les Métis en déclarant que les Métis sont les personnes qui ne respectent pas les distinctions sociales et juridiques des autochtones ou des Européens, mais sont les produits des deux cultures :72.

## Voir également
- Filles du Roy
- Filles de la Cassette
- Coutume de Paris en Nouvelle-France
- Unions en common law au Manitoba (en)
- More danico, mariage « à la manière danoise »